# Sterjo Spasse
Sterjo Spasse (Gllomboç, 14 agosto 1914 – Tirana, 12 settembre 1989) è stato uno scrittore, insegnante e pedagogista albanese, appartenente alla minoranza etnica macedone.
Dopo alcune novelle d'esordio pubblicò il romanzo d'ispirazione nichilista PSE?! .La sua scrittura, nel secondo dopoguerra, vicina al realismo socialista si sviluppò seguendo gli sviluppi storici del paese.

## Opere
- Kurorë rinije, 1934
- Pse?!  1935
- Afërdita, 1944
- Ata nuk ishin vetëm, 1952
- Afërdita përsëri në fshat, 1955
- Buzë liqenit, 1965
- Sokolesha, 1966
- Të fala nga fshati, 1968
- Zjarre, 1972
- Zgjimi, 1973
- Letra nipit tim Arian në Tiranë nga Maqedonia dhe Kosova, 1975
- Pishtarët, 1975
- Ja vdekje, ja liri, 1978
- Kryengritësit, 1983
- O sot, o kurr!, 1989